# Fontana (Chaco)

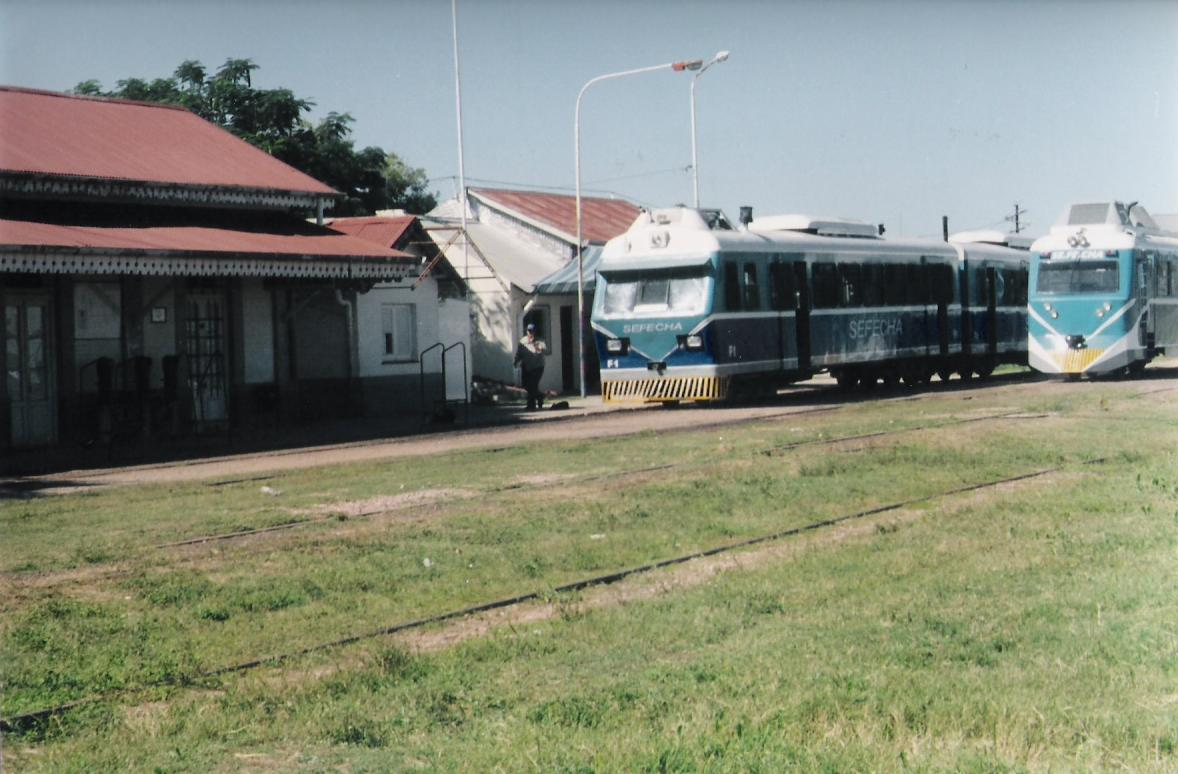
Estación de trenes de Cacuí, uno de los impulsores del poblado.

Fontana es una ciudad argentina, ubicada en el sudeste de la provincia del Chaco. Se encuentra en el departamento San Fernando, a 5 kilómetros de la capital provincial, con la cual forma parte del Gran Resistencia.

## Toponimia
Fontana es el apellido de dos hermanos Pedro y Fernando Fontana, quienes crearon la fábrica de tanino alrededor de la cual se desarrolló la localidad.

## Vías de comunicación
El principal acceso vial a Fontana lo constituye la avenida Alvear, que la comunica por pavimento al este con la ciudad de Resistencia y la ruta Nacional 11; al oeste, la une con la localidad de Puerto Tirol. La avenida 25 de Mayo es el otro acceso desde la ciudad de Resistencia, pavimentado hasta la avenida Augusto Rey, desde allí continúa sin pavimento, ingresa al municipio de Puerto Tirol y llega a la RN16 aunque sin alcanzar el centro de Tirol.
Las vías del Ferrocarril General Belgrano atraviesan la ciudad, siendo ocupadas por las unidades de la empresa estatal Trenes Argentinos Operaciones para un servicio urbano que une Barranqueras con Puerto Tirol. La empresa Trenes Argentinos Operaciones tiene su sede en la ciudad de Fontana. El río Negro marca el límite norte de Fontana, pero ya no es usado como vía navegable.

## Historia
Por su cercanía a Resistencia —primera colonia de la provincia— los lotes que hoy ocupa Fontana fueron repartidos entre los inmigrantes que habitaron esa colonia en 1878. Uno de sus primeros pobladores fue Ángel Vicentini, quien ocupó unos terrenos en el actual Fontana sobre el río Negro. También construyó un embarcadero sobre dicho río que sirvió para el transporte de mercancías y personas. A su vez, en 1901 se instalaron un ingenio azucarero y una fábrica de tanino, alrededor de las cuales se conformó un poblado conocido como Puerto Vicentini.

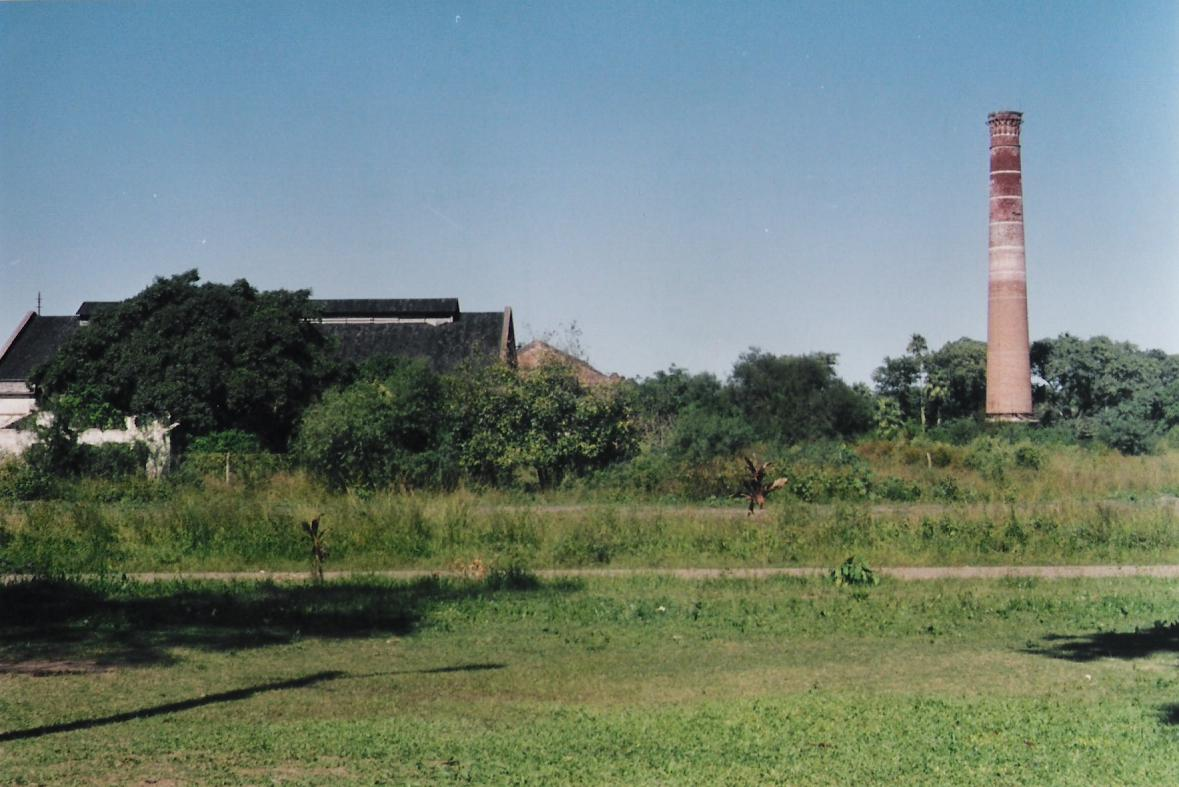
La fábrica de tanino de Fontana —actualmente clausuruada— fue la base del desarrollo del pueblo.

En 1907 llegó la primera estación de ferrocarril con la habilitación de la estación Río Arazá del Ferrocarril Santa Fe, muy cerca del embarcadero de Puerto Vicentini. La segunda estación de ferrocarril se habilitó en 1916, correspondiendo a la estación Cacuí del Ferrocarril Central Norte Argentino, que uniría Barranqueras con Salta. Ese mismo año los hermanos Pedro y Fernando Fontana adquirieron a los hermanos Fortini los terrenos que hoy conforman el casco céntrico de la ciudad, para poder instalar una fábrica de tanino que se puso en marcha ese mismo año con el nombre de Río Arazá. El sitio era estratégico puesto que se hallaba muy cerca de dos estaciones de ferrocarril. Al año siguiente la fábrica pasó a denominarse Fontana Ltda. S. A. Industrial de Quebracho. A su vez la industrialización continuó con la creación en 1919 de la cooperativa Ministro Bretón, que montó una desmotadora y una fábrica de aceite.

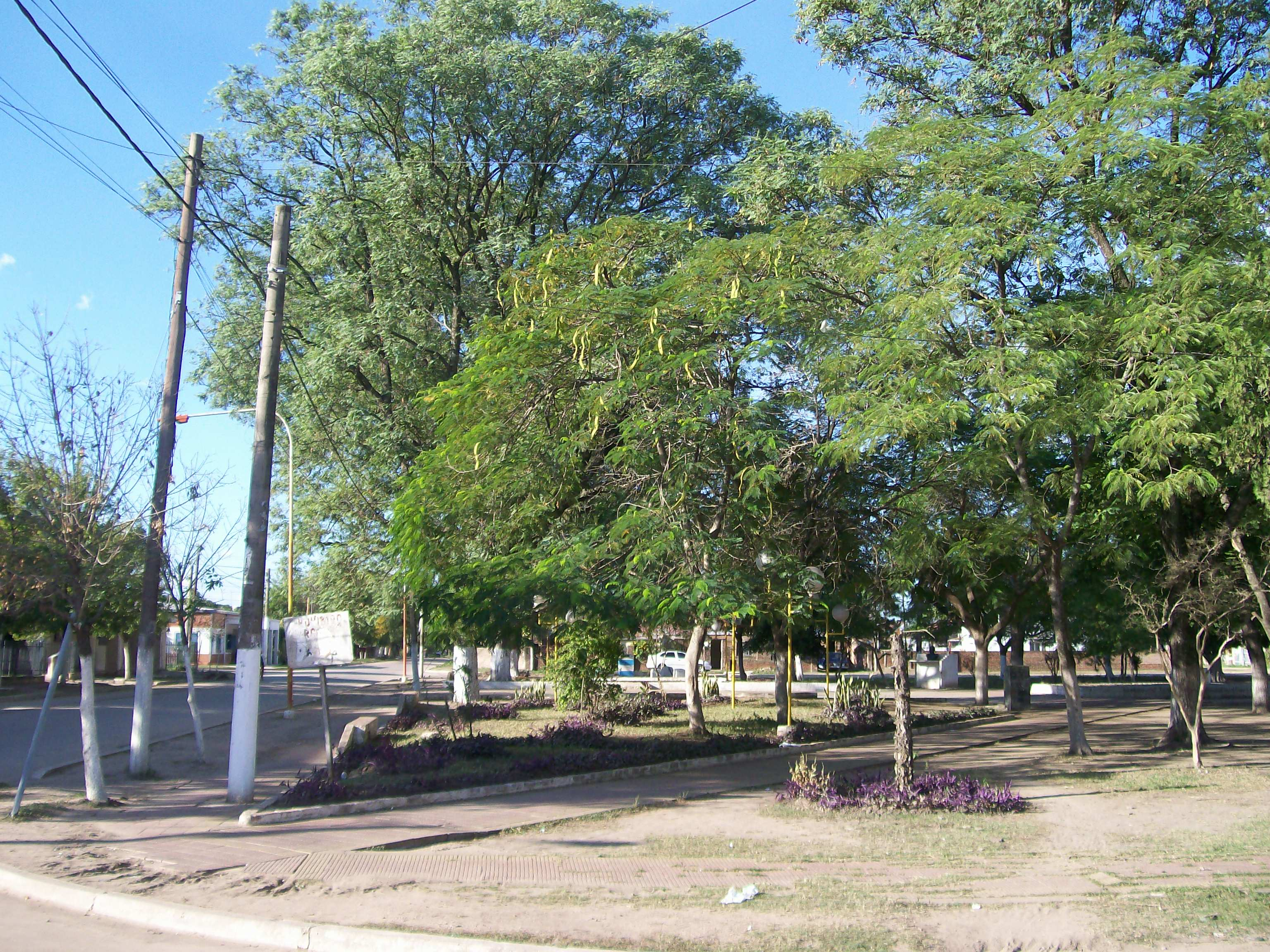
La plaza principal de Fontana en el casco histórico de la ciudad.

Hasta 1931 la zona de Fontana era constituida por varios caseríos dispersos. Ese año la compañía La Forestal compró la taninera de los hermanos Fontana y comenzó la construcción de casas para los trabajadores de la fábrica. Este es el comienzo del pueblo de Fontana, con sus calles y casas agrupadas alrededor de la taninera y el ramal del ferrocarril Santa Fe que ingresaba hasta la fábrica. Al noroeste quedó la mayor parte de las edificaciones, como comisaría, soltería (albergue para obreros solteros), capilla, la plaza y el centro de salud. Esta zona es la que constituye actualmente el caso céntrico de Fontana. Al sudeste —entre la fábrica y la laguna Fortini quedaron la escuela, la administración, el almacén de ramos generales y dos canchas de tenis para el personal jerárquico. El pueblo además contaba con infraestructura de agua corriente, energía eléctrica y cloacas. En 1960 se inauguró el Juzgado de Paz, que compartió en sus primeros años el edificio con la Municipalidad.
En los años 1920 los obreros de la fábrica de Fontana, más algunos de Puerto Vicentini y Río Arazá se comenzaron a agrupar para la práctica del fútbol, creándose así el Club Sportivo Fontana. En 1940 producto de una crisis en la fábrica se debió conformar un nuevo club continuación del anterior: el Club Social y Deportivo Fontana. La institución tuvo destacadas actuaciones en las competencias provinciales y algunas incursiones en torneos regionales.
En los años 1940 se cerró la cooperativa Bretón junto con todos sus galpones y establecimientos industriales. En 1969 La Forestal vendió la fábrica de Fontana, y con ella su última pieza sobre el territorio argentino. Los compradores no pudieron mantenerla y en 1971 se cerró la misma. El declive industrial era evidente, y recién se pudo revertir en parte a comienzos del siglo XXI con la reactivación del parque industrial ubicado en el acceso a Fontana desde Resistencia. En los años 1990 con el inicio de SEFECHA la estación Cacuí sirvió como base para la administración de la misma. En 2008 la Municipalidad inauguró su nuevo edificio ubicado en el casco histórico de la localidad.
Las tierras altas de los alrededores del pueblo sirvieron para una muy rápida expansión del Gran Resistencia, al punto que la población se cuadruplicó entre 1980 y 2000. Fontana se convirtió así en una ciudad dormitorio de Resistencia.

## Población
Cuenta con 32 027 habitantes (Indec, 2010), lo que representa un incremento del 19.75% frente a los 26 745 habitantes (Indec, 2001) del censo anterior. En ese período el peso de la población de Fontana sobre el total del Gran Resistencia pasó del 7.4% al 8.3%, como consecuencia de una tasa de crecimiento mucho mayor que el resto del aglomerado. La población del municipio es la misma que de la ciudad por considerarse todo el ejido del municipio como área urbana.
| Gráfica de evolución demográfica de Fontana entre 1980 y 2010 |
|                                                               |
| Fuente: Censos nacionales del INDEC                           |

## Deporte
Fontana es sede del Club Social y Deportivo Fontana, una institución deportiva fundada el 14 de enero de 1940 como continuación del Club Sportivo Fontana; lo integraban empleados de la fábrica de tanino de Fontana —de allí su apodo de taninero—, aunque también participaban jugadores de localidades vecinas como Río Arazá o Puerto Vicentini. Además de fútbol —con dos títulos de la Liga Chaqueña de Fútbol y participación breve en dos ediciones del Torneo Argentino B— en el club se practican balonmano, vóley, hockey, artes marciales, patín artístico y gimnasia aeróbica; asimismo sus instalaciones son aprovechadas para capacitaciones y actividades políticas.
Respecto a instalaciones deportivas, en la ciudad se localiza un estadio perteneciente al Club Social y Deportivo Fontana que data de la década de 1960, y que en 2013 fue acondicionado para poder ser sede del Argentino B.

## Parroquias de la Iglesia católica en Fontana
| Arquidiócesis | Resistencia                 |
| ------------- | --------------------------- |
| Parroquia     | Jesús de la Buena Esperanza |